# 沼地樸麗魚
沼地樸麗魚，為輻鰭魚綱鱸形目隆頭魚亞目慈鯛科的其中一種，分布於非洲坦尚尼亞馬拉噶拉西河下游流域，棲息深度30-36公尺，體長可達14公分，棲息在溪流及沼澤，生活習性不明。

## 擴展閱讀
維基物種上的相關：沼地樸麗魚